# Finding My Road
「Finding My Road」（ファインディング・マイ・ロード）は、melody.の9枚目のシングル。

## 概要
- シングルとしては自身初の「CDのみ（通常盤）」・「CD＋DVD（初回限定盤）」の2つの形態での販売を行った。初回限定盤が付いているDVDはタイトル曲のミュージック・ビデオを収録。
- 「近未来」をテーマにポジティブなハウス系のダンス曲でmelody.史上最速のナンバー[1][2]。

## 収録曲
1. Finding My Road
  - 作詞：渡辺なつみ／作曲・編曲：原田卓也
  - SUBARU「FORESTER」CMソング
2. fragile
  - 作詞：melody.、MIZUE／作曲：原一博／編曲：河野圭
3. My Dear
  - 作詞：melody.、MIZUE／作曲：原一博／編曲：河野圭
  - コジマ「フレッシュグレー2007」CMソング
4. Finding My Road -SiZK “Water Drop” MiX-